# 白腹管鼻蝠
白腹管鼻蝠（学名：Murina leucogaster）为蝙蝠科管鼻蝠属的动物。在中国大陆，分布于陕西、吉林、内蒙古、黑龙江、四川、西藏、山西、福建等地。该物种的模式产地在四川宝兴。

## 亚种
- 白腹管鼻蝠指名亚种（学名：Murina leucogaster leucogaster），Milne-Edwards于1872年命名。在中国大陆，分布于陕西、福建、四川等地。该物种的模式产地在四川宝兴。[2]